# Lipperscheid
Lipperscheid (lb. Lëpschent) – wieś (Uertschaft) w środkowym Luksemburgu, w kantonie Diekirch, w gminie Bourscheid. Do 3 października 2015 miejscowość leżała w dystrykcie Diekirch.

## Historia
Lipperscheid sięga czasów rzymskich, kiedy to było ważnym centrum handlu i komercji.
W średniowieczu wieś była częścią hrabstwa Luksemburg i odgrywała strategiczną rolę w obronie regionu.
Obecnie wieś jest znana z pięknych otaczających ją krajobrazów i tradycyjnej architektury.